# Adamantano
El Adamantano o (triciclo[3.3.1.13,7]decano) es un compuesto cristalino incoloro con un olor parecido al alcanfor.  Tiene la fórmula C10H16, es un cicloalcano y también el diamantoide más simple. Se descubrió en el petróleo en 1933. Su nombre deriva del griego adamantinós (relacionado con el diamante) debido al parecido de su estructura con la piedra preciosa. El adamantano es el isómero más estable de C10H16.

## Síntesis
El primero en sintetizarlo fue Prelog en 1941. Schleyer descubrió en 1957 un método más conveniente a partir del diciclopentadieno mediante hidrogenación seguida de reordenación de su esqueleto catalizada por ácido.

## Usos
El adamantano en si tiene pocas aplicaciones al ser un hidrocarburo sin otras funciones. Se usa en algunas máscaras para grabado seco.
En espectroscopia por resonancia magnética nuclear en estado sólido, el adamantano es un estándar común para referenciar las posiciones químicas.
En el láser de colorante, el adamantano se puede usar para alargar la vida del medio de ganancia, debido a que no se puede fotoionizar en la atmósfera puesto que sus bandas de absorción se sitúan en la región de utravioleta de vacío del espectro. Las energías de fotoionización se han determinado recientemente para el adamantano, así como para varios diamantoides mayores.

## Derivados del adamantano
Los derivados del adamantano son útiles en medicina, p.ej. amantadina, memantina y rimantadina. Los adamantanos condensados o diamantoides se aislaron de fracciones del petróleo, donde se dan en pequeñas cantidades. Estas especies son de interés como aproximaciones de la estructura cristalina cúbica del diamante, terminada con enlaces C-H. El 1,3-Deshidroadamantano es un miembro de la familia de los propelanos.
Debido a su inestabilidad, propiedades estéricas específicas y rigidez conformacional, el grupo 1-adamantil es un sustituyente en la química orgánica y organometálica. Alguno de los primeros carbenos persistentes mostraron sustituyentes adamantilo.

## Análogos adamantinos
Muchas moléculas adoptan estructuras de jaula de tipo adamantanoide. Entre los compuestos particularmente útiles con este motivo están P4O6, As4O6, P4O10 (= (PO)4O6), el P4S10 (= (PS)4S6), y el N4(CH2)6.